# La villeggiatura (film)
La villeggiatura è un film del 1973 diretto da Marco Leto.
Fu presentato alla Quinzaine des Réalisateurs del 26º Festival di Cannes.

## Trama
Franco Rossini è un giovane docente di storia moderna presso l'Università di Firenze che, per non aver giurato fedeltà al regime fascista, viene inviato al confino presso l'isola di Lipari. Liberale, benestante e di buona famiglia (anche suo padre era un professore universitario), per la sua disponibilità economica e le sue origini borghesi non riesce a legare né con gli abitanti dell'isola né con gli altri confinati, quasi tutti di estrazione proletaria e di estrema sinistra.
Paradossalmente, la persona con cui entrerà più in confidenza è il commissario Rizzuto, un uomo dai modi gentili che era stato allievo di suo padre; grazie al trattamento cortese che il funzionario gli riserba, Rossini può affittare una villa e far arrivare sull'isola la moglie Daria e Caterina, la figlia piccola. Tutto ciò guasta ancora di più i rapporti tra Rossini e gli altri antifascisti, che fanno sempre più fatica a considerarlo parte del loro gruppo.
Pensando di averlo ormai sufficientemente ammansito, Rizzuto - parlando a nome dello Stato fascista - fa a Rossini una proposta: se abbandona l'antifascismo attivo e militante, potrà tornare a insegnare, senza l'obbligo di sottoporsi al giuramento di fedeltà. Quando sembra sul punto di accettare, l'insegnante scopre che le autorità fasciste hanno organizzato una finta rissa come pretesto per ammazzare un prigioniero comunista, Scagnetti; indignato, Rossini si schiera con i ribelli ed evade con loro dall'isola.

## Informazioni generali
Il film è liberamente ispirato alla vera vicenda di Carlo Rosselli.
L'ironico titolo sfrutta l'ambiguità del concetto di "villeggiatura": la diceria secondo cui Mussolini mandava i rivali politici in "vacanza al confino" s'intreccia con la frase con cui Rossini chiude l'ultima lettera alla moglie, «la villeggiatura è finita», espressione con cui intende sottolineare la fine di qualsiasi compromesso col regime.
Il regista Marco Leto è figlio di Guido Leto, funzionario di polizia noto per aver guidato dal 1938 al 1945 l'OVRA, la polizia politica fascista.
Benché si facciano dei riferimenti a Lipari, il film venne girato nel 1972 tra Cinecittà e Ventotene. Il regista motivò la sua decisione con queste parole: «Buona parte degli esterni de La Villeggiatura furono girati a Ventotene, perché durante la preparazione ci rendemmo conto che lo sviluppo turistico dell’isola di Lipari ci avrebbe reso difficile ricostruire l’epoca del film».

## Riconoscimenti
- 1974 - Nastro d'argento
  - Nastro d'argento al miglior regista esordiente
- 1973 - Premio Georges Sadoul
  - Premio Georges Sadoul al miglior film straniero (ex aequo con La tierra prometida di Miguel Littín)